# Dansk Fotografisk Forening

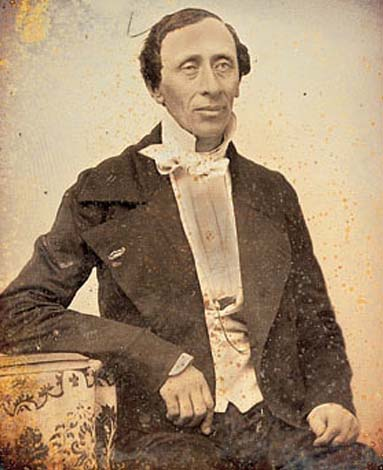
Frederik Ferdinand Petersen, zakladatel společnosti je autorem této daguerrotypie Hanse Christiana Andersena, 1847

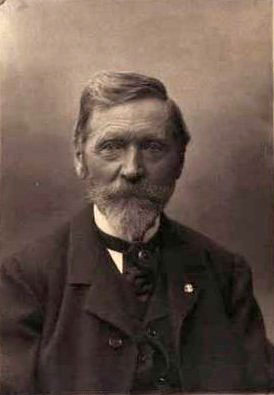
Jens Petersen, předseda společnosti v roce 1879

Dansk Fotografisk Forening (DFF, Dánská fotografická společnost) je nezisková organizace pro fotografy, kteří si na živobytí vydělávají fotografií. Od roku 1879 podporuje profesionální fotografii a pomáhá svým členům.

## Cíle a záměry
Společnost byla založena v roce 1879 a tvrdí o sobě, že je jednou z nejstarších organizací pro profesionální fotografy na světě. Jejím cílem je podporovat a rozvíjet fotografii, podporovat spolupráci mezi svými členy a bránit nekalé soutěži. Na založení společnosti se podílel Frederik Ferdinand Petersen.
Tyto cíle jsou usnadněny prostřednictvím kurzů, seminářů a vzájemnou spoluprací s cílem inspirovat členy Asociace a informovat je o nejnovějších technikách a postupech. Sdružení poskytuje informace o školení nových fotografů. Členové mohou získat právní poradenství díky smluvním ujednáním s dánským Svazem novinářů, PresseFotograf Förbundet (Dánským svazem novinářských fotografů) a CopyDan, organizace na podporu přístupu ke kulturním zdrojům zaplacením autorských poplatků.
Organizace také spolupracuje s Federací evropských profesionálních fotografů.

## Historie
Dansk Fotografihistorie, publikovaná v roce 2004 poskytuje některé zajímavé podrobnosti o historii sdružení:
- Společnost byla založena v roce 1879, kdy byl ještě poněkud vágní rozdíl mezi amatérskou a profesionální fotografií. Předsedou byl dvorní fotograf Jens Petersen a významní členové byli například Christian Neuhaus, Budtz Müller a řada dalších úspěšných fotografů.

- V roce 1880 mělo sdružení 87 členů. Na přelomu století jich bylo přes 1000.

- V roce 1881 organizace vyjádřila přání použít fotografii jako prostředek k záznamu Dánského kulturního dědictví.

- V roce 1887 se stala členkou jedna z mála žen Mary Steen. Později se stala členkou představenstva.

- V roce 1897 byl jednomyslně zvolen předsedou Clemens Weller.

- V roce 1897 mluvčí sdružení Peter Raun Fristrup vyzval k fotografickému záznamu Kodaně, ve které docházelo k podstatným změnám.

- V roce 1909 magazín organizace Dansk Fotografisk Tidsskrift oznámil, že v průběhu 10 let od roku 1897 do roku 1906, se v Kodani počet fotografických firem zvýšil z 53 na 108 a z 220 na 263 v provinciích. Uvedl také, že počet žen fotografek rychle roste.

## Nejstarší profesionální fotografická organizace
V důsledku svého založení v roce 1879 o sobě DFF tvrdí, že je nejstarší organizací pro profesionální fotografy na světě. Je však potřeba zmínit, že rakouská společnost Photographische Gesellschaft byla založena již v březnu v roce 1861. Organizace Professional Photographers of America byla založena členy chicagské fotografické asociace v roce 1880 a Národní fotografická asociace Spojených států byla založena v roce 1868. Královská fotografická společnost byla ve Spojeném království založena již v roce 1853 jako The Photographic Society proto, aby „propagovala umění a vědu fotografie“. Nebyla však speciálně určena pro profesionální fotografy nebo omezena na členy ze Spojeného království. Francouzská společnost Société française de photographie byla založena v listopadu roku 1854.

## Vedení a členové
V roce 1883 se stala také jednou z prvních členek společnosti Frederikke Federspielová společně s Nielsine Zehngrafovou.
Čestným členem byl norský krajinářský a portrétní fotograf Marcus Selmer.
Předsedové
- 1879-1894 Jens Petersen
- 1894-1897 Christian Neuhaus
- 1897-1900 Clemens Weller
- 1906-1918 Peter Elfelt
- 1921-1940 Julius Folkmann

## Galerie

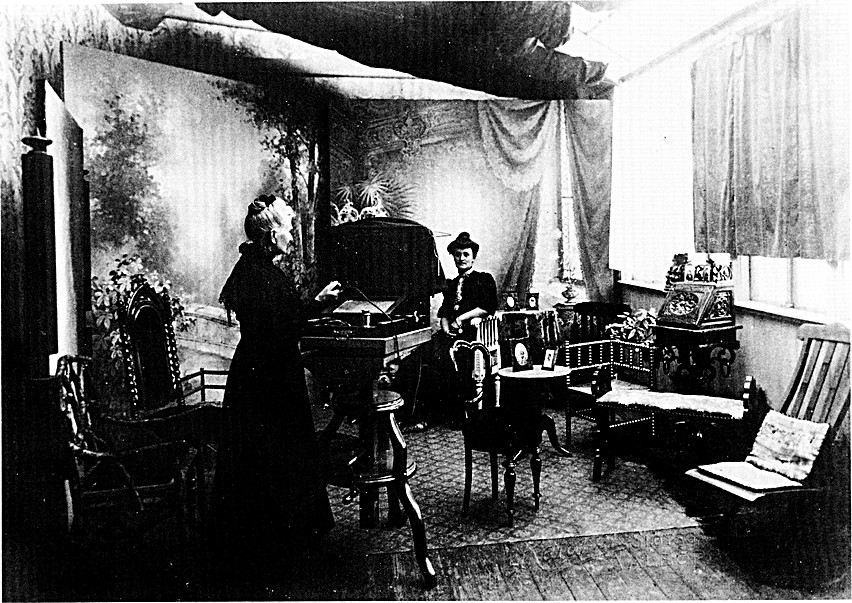
První žena - členka společnosti Frederikke Federspiel s klientem, 1910
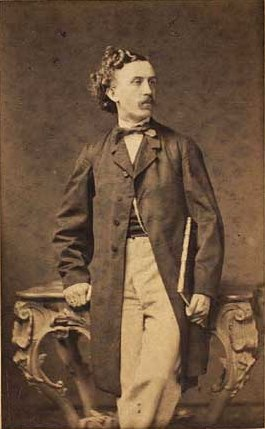
Budtz Müller, autoportrét